# ホソバグネモン
ホソバグネモン（学名: Gnetum tenuifolium）はグネツム科グネツム属の蔓木。
主にマレーシア、タイ南部に生育する。茎は細長く、節は膨大である。葉は薄質で披針形、対生している。果実は楕円形、尖頭、長さ1.5cm、赤熟する。種子は山地住民の重要な食糧となっている。根もまた食用としている。さらに茎を切って出る水を飲用とする。